# Immunglobulin E

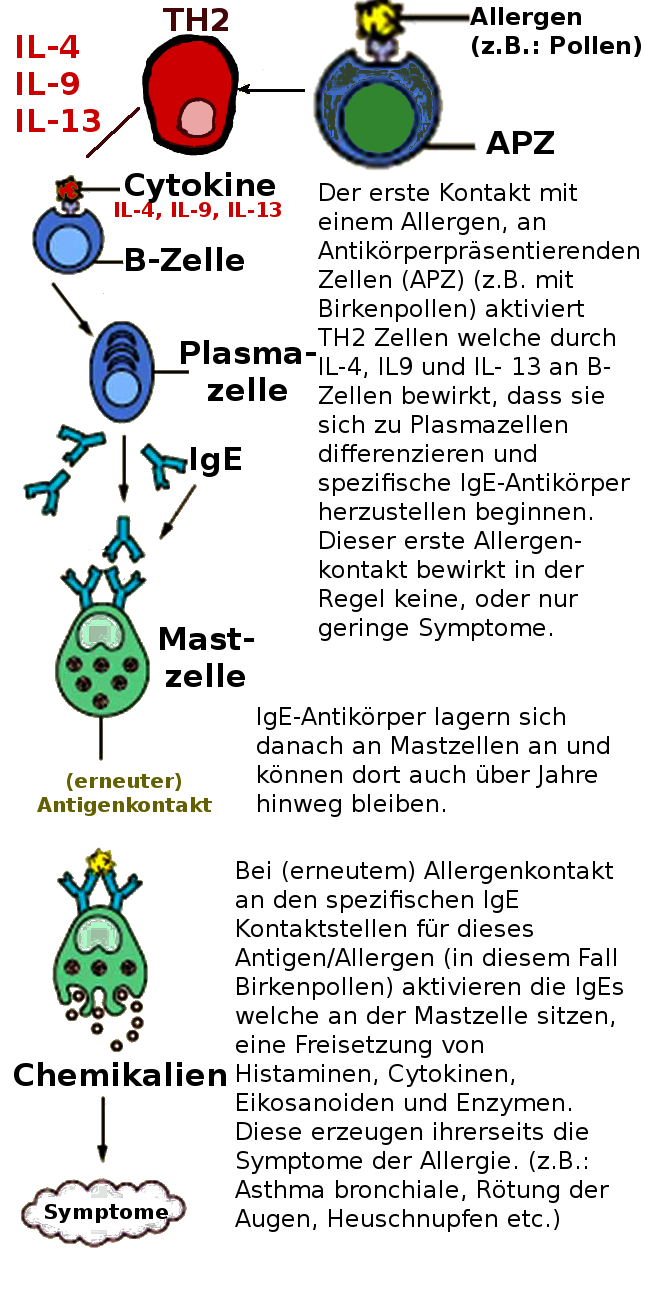
Der Teil der Allergiereaktion, welcher IgE-abhängig verläuft. Der oberste Körper mit Antigenkontakt ist jedoch nicht die B-Zelle, sondern die APZ, welche ihrerseits durch Interleukine die Differenzierung der B-Zelle zur Plasmazelle initiiert.

Immunglobulin E (IgE) ist ein Antikörper, der in erster Linie Endoparasiten abwehren soll. Er ist auch verantwortlich für Allergien.
Von allen Antikörper-Isotypen wurde IgE als letzter entdeckt, nämlich erst 1966 vom Ehepaar Kimishige und Teruko Ishizaka. Diese späte Erstbeschreibung erklärt sich durch die vergleichsweise sehr geringen Konzentrationen von freien IgE-Antikörpern im Serum. Während IgG1-Antikörper typischerweise in Konzentrationen um 9 mg/ml Serum vorkommen, liegen die IgE-Konzentrationen bei ca. 300 ng/ml Serum. IgE-Antikörper sind die einzigen Antikörper, die überwiegend zellgebunden vorliegen.
Das IgE hat die Fähigkeit, sich über Fc-Rezeptoren an Mastzellen oder basophile Granulozyten zu binden und dort über Jahre hinweg im Körper zu bleiben. Bindet es ein Allergen, so veranlasst es die Mastzelle, Stoffe auszuschütten (hauptsächlich Histamin), die eine Allergie auslösen. Eine weitere wichtige Rolle spielt es bei der Abwehr von Parasiten wie etwa Würmern. Man geht von einer durch eosinophile Granulozyten vermittelten IgE-abhängigen Zytotoxizität aus. Es macht unter 1 % aller Immunglobuline des Körpers aus und hat die typische Form des Y, ähnlich wie das IgG oder das IgD, aber einen längeren Stamm.

## Bedeutung in der medizinischen Diagnostik
Die Konzentration des Gesamt-IgE spielt eine erhebliche Rolle bei der Beurteilung allergischer Erkrankungen, insbesondere von eosinophilen Lungeninfiltraten, von der eosinophilen Gastroenteritis und von der allergischen Alveolitis (z. B. bei der Farmerlunge), der Vaskulitiden wie der Granulomatose mit Polyangiitis, des Churg-Strauss-Syndroms und der allergischen bronchopulmonalen Aspergillose. Auch bei Parasitosen ist das IgE oft erhöht. Bei Immundefekten wie dem T-Zell-Defekt oder dem Hyper-IgE-Syndrom, aber auch bei Formen von Urtikaria, beim Quincke-Ödem oder bei unklaren Exanthemen nutzt die IgE-Bestimmung.